# Agrodiaetus ectabanensis
Agrodiaetus ectabanensis är en fjärilsart som beskrevs av De Lesse 1964. Agrodiaetus ectabanensis ingår i släktet Agrodiaetus och familjen juvelvingar. Inga underarter finns listade i Catalogue of Life.